# Anton Janda
Anton Janda (1 de maig de 1904 - 1986) fou un futbolista austríac de la dècada de 1930.
Fou internacional amb Àustria, amb la qual participà en la Copa del Món de 1934. Fou jugador de l'Admira Viena.
Posteriorment fou entrenador a SC Austro Fiat Viena, FC Zell am See, SV Austria Salzburg, Heiligenstädter SV i Austria XIII a Viena.